# Rony Kramer
Pour les articles homonymes, voir Kramer.
Rony Kramer est un comédien français né en 1960.

## Filmographie partielle

### Cinéma
- 1999 : Cour interdite de Djamel Ouahab - Murphy
- 2004 : Notre musique de Jean-Luc Godard - Ramos Garcia
- 2004 : Tu vas rire, mais je te quitte de Philippe Harel - un invité
- 2005 : J'ai vu tuer Ben Barka de Serge Le Péron - Lopez
- 2005 : Tous les autres sauf moi de Ann Arson - Franck
- 2005 : La Jungle de Mathieu Delaporte - Le concierge
- 2006 : Qui de loin semblent des mouches de Jean-Charles Vidal et Yann Schwartz
- 2007 : Apocalypse code de Vadim Chmelev - Dzhaffad
- 2008 : L'autre de Patrick Mario Bernard et Pierre Trividic - M. Schneider
- 2011 : Pourquoi tu pleures ? de Katia Lefkowich - L'oncle Dany
- 2022 : Reste un peu de Gad Elmaleh - Cousin Éric
- 2024 : Conclave d'Edward Berger : cardinal Mendoza

### Télévision
- 2004 : Bine O’Bine - épisode : Qui est le dresseur de rat ? de Emmanuel Soler - Fouad
- 2005 : Histoires extraordinaires de Pierre Bellemare  (épisode à préciser)
- 2006 : Djihad de Félix Olivier - Ingénieur SAPI
- 2007 : Sœur Thérèse.com - épisode #1.13 : L'assassin est parmi nous de Joyce Bunuel - Monsieur Pierre
- 2010 : Clandestin d'Arnaud Bedouët - Samir
- 2011-2012 : Engrenages - 7 épisodes (série TV) - Umit Cetin
- 2012 : Fais pas ci, fais pas ça - épisode #5.5 : L'effet Tatiana (série TV) - Directeur supermarché
- 2013 : Joséphine, ange gardien - épisode #16.4 : De père en fille de Jean-Marc Seban -  Le patron de l'hôtel